# 弗雷德·托马斯
弗雷德·托马斯（英語：Fred Thomas，1938年9月14日—），新西兰男子摔跤运动员。他曾代表新西兰参加1962年大英帝国和英联邦运动会摔跤比赛，获得一枚铜牌。